# Miguel d’Escoto Brockmann
Miguel d’Escoto Brockmann sinh ngày 5 tháng 2 năm 1933 tại Los Angeles, Hoa Kỳ là một linh mục Công giáo thuộc dòng Maryknoll. Ông là Bộ trưởng Ngoại giao Nicaragua từ năm 1979 đến 1990 và là đại diện của Libya tại Liên Hợp Quốc, Chủ tịch Đại hội đồng Liên Hợp Quốc từ tháng 5 năm 2008 đến tháng 9 năm 2009. Ông chủ trì Kỳ họp lần thứ 63 của Đại hội đồng Liên Hợp Quốc. Ông cũng là đại sứ cuối cùng của Libya tại Liên Hợp Quốc.

## Sự nghiệp
Năm 1953, D'Escoto cảm thấy ơn kêu gọi làm linh mục nên gia nhập chủng viện của Hội Truyền giáo Maryknoll. Ông được thụ phong linh mục của hội dòng này vào năm 1961, trước khi ông tham gia làm chính trị. Ông có bằng thạc sĩ Khoa học của trường Đại học Columbia với chuyên ngành Báo chí. Ông là một trong những thành viên quan trọng thành lập nhà xuất bản Maryknoll, Orbis Books vào năm 1970. Ông là một thành viên của Hội đồng Giáo hội Thế giới.
Tháng 1, năm 1973, D'Escoto đã thành lập một Quỹ Phát triển Cộng đồng (FUNDECI) và là Chủ tịch của tổ chức cho đến nay, quỹ hoạt động phần lớn tại Nicaragua

## Nội chiến tại Nicaragua
Tháng 10 năm 1977, D'Escoto đầu tiên công khai bày tỏ sự hỗ trợ cho FSLN. Ông được bổ nhiệm làm bộ trưởng bộ ngoại giao trong chính phủ FSLN Daniel Ortega từ năm 1979 đến năm 1990., và từng là bộ trưởng ngoại giao trong chuyến thăm tới Trung Mỹ của Giáo hoàng Gioan Phaolô II Giáo hoàng lúc này đã công khai cảnh cáo ông vì đã hoạt động chính trị..
Năm 1985, Giáo hoàng lên án ông cùng hai linh mục khác là anh em Ernesto Cardenal và Fernando, những người phục vụ trong chính phủ Nicaragua, vì họ đã không từ chức điều đó cũng có nghĩa là họ đã vi phạm giáo luật. Vatican đã đình chỉ thừa tác vụ linh mục của D'Escoto vào năm 1985, cùng với hai linh mục trên.
Trong cuộc chiến tranh Contra, chính quyền Reagan coi D'Escoto là người ôn hoà thân thiện. Ở cương vị Bộ trưởng Ngoại giao, ông đã nhận được giải thưởng Lênin Hòa bình cho 1986, và giải thưởng Thomas Merton cho năm 1987 và Năm 1999.
Tổng Giám mục của Managua và Hồng y Miguel Obando y Bravo đã chỉ trích những linh mục tham gia bộ máy cầm quyền Sandinista và từ bỏ sứ vụ linh mục của họ đối để làm chính trị vì theo họ các linh mục này đã không thể lên án những bất công xảy ra tại thời điểm đó..

## Hoạt động tại Liên Hợp Quốc
Miguel d’Escoto Brockmann được chọn làm ứng cử viên cho chức vụ Chủ tịch Đại hội đồng Liên Hợp Quốc. Ngày 4 tháng 6 năm 2008, ông được ứng cử và chủ trì kỳ họp lần thứ 63 của Đại hội đồng Liên Hợp Quốc và đảm nhiệm chức vụ này từ tháng 5 năm 2008 đến tháng 9 năm 2009.
Ngay sau khi đắc cử, D'Escoto đã tuyên bố trong một cuộc họp báo:
"Họ đã đề cử một linh mục, và tôi hy vọng không có ai bị tổn thương nếu tôi nói rằng tình yêu là những gì cần thiết nhất trên thế giới này. Sự ích kỷ mà chúng tôi đã nhận được là một vũng lầy khủng khiếp, khiến cho thế giới bị chìm dần và dường như không thể phục hồi, trừ khi có một điều gì vĩ đại xảy ra. Nghe những điều này có vẻ giống như một bài giảng... "
D'Escoto cũng nói rằng việc giải quyết vấn đề tăng giá năng lượng và lương thực trên toàn thế giới sẽ được ông được ưu tiên. Ông cũng sẽ ưu tiên cho việc chống nghèo đói, biến đổi khí hậu, khủng bố, nhân quyền, giải trừ quân bị, kiểm soát hạt nhân, đa dạng văn hóa, các quyền của phụ nữ và trẻ em và bảo vệ đa dạng sinh học.
Tháng 6 năm 2010, D'Escoto được bầu vào Ban Cố vấn Hội đồng của Hội đồng Nhân quyền Liên Hợp Quốc.
D'Escoto đã thực hiện nhiều cải cách tại Liên Hợp Quốc. Ông đã chỉ trích quyền phủ quyết nắm giữ bởi năm thành viên thường trực của Hội đồng bảo an".
Trong mối quan hệ với Hoa Kỳ, theo bình luận của Reuters, D'Escoto được coi là "một nhà phê bình gay gắt"

## Huyền chức linh mục
Năm 1985 Miguel d’Escoto Brockmann đã bị huyền chức linh mục vì đã tham gia bộ máy cầm quyền của chính phủ Sandinista ở Nicaragua. Cho đến nay, ông đã chấp nhận hình phạt huyền chức này và không tham gia vào việc thi hành mục vụ, mặc dù ông vẫn là tu sĩ của Dòng Maryknoll.
Sau khi rời khỏi chính trường, Brockmann đã viết thư cho Giáo hoàng nhằm bày tỏ mong muốn được "cử hành Thánh lễ trước khi qua đời".
Ngày 04 tháng 08 năm 2014, Toà Thánh Vatican cho biết Giáo hoàng Phanxicô đã chấp thuận thỉnh cầu của ông bằng việc tha vạ huyền chức linh mục (a divinis, treo chén) cho Miguel d’Escoto Brockmann. Tòa thánh giao cho Bề trên Tổng quyền Dòng Maryknoll xúc tiến thủ tục tái đón nhận D'Escoto vào hàng linh mục lại.